# Energia (groupe)
Pour les articles homonymes, voir Energia (homonymie).
 (novembre 2020).
Energia est un projet du producteur de musique électronique Marc Andrewes avec des chanteurs différents.

## Histoire
Le projet se forme avec la chanteuse Ann McCabe afin d'être sélectionné par le Royaume-Uni au Concours Eurovision de la chanson 1999 et fait partie des huit derniers finalistes.
Des succès dans les clubs suivent, comme le titre éponyme Energia et sa version vocale I'm Alive, qui prennent la 8e place du classement spécifique de Music Week.
En 2006, le morceau Get The Freak Out, mettant en vedette Irina, est choisi pour représenter le Royaume-Uni au Euro Video Grand Prix 2006, un festival européen du vidéoclip. Irina Gligor apparaîtra au Concours Eurovision de la chanson 2004, ayant co-écrit la chanson pour la Roumanie, I Admit, interprétée par Sanda ; Irina est aussi une choriste de Sanda.
Le single This Game est une reprise en 2007 d'un disque des années 1980 du groupe President Reagan is Clever qui atteint la 9e place du classement club de Music Week en juillet 2007.

## Discographie
Singles
- 1999 : All Time High - Biondi Records
- 2003 : Energia – Biondi Records
- 2003 : I'm Alive – Biondi Records
- 2004 : Synergy – Biondi Records
- 2005 : Get The Freak Out (featuring Irina) – Biondi Records
- 2007 : This Game – Biondi Records

Albums
- 2004 : 15 Years of Biondi Music – Energia/ Various Artists - Biondi Records